# تارا سميث
تارا سميث (بالإنجليزية: Tara Smith)‏ هي فيلسوفة أمريكية، ولدت في 1961.

## وصلات خارجية
- تارا سميث على موقع ميوزك برينز (الإنجليزية)